# 한큐 전철 6300계 전동차
한큐 전철 6300계 전동차(일본어: 阪急6300系電車 はんきゅう6300けいでんしゃ[*])는 한큐 전철이 보유한 2비차 전동차이다. 총합 9편성 72량이 생산되었다. 블루리본상 선정차량이다.